# Drăgoiești, Suceava
Drăgoiești este un sat în comuna cu același nume din județul Suceava, Bucovina, România.
Este cel mai mare sat ca suprafață și populație din comună.

## Delimitarea teritorială
Drăgoiești se învecinează cu următoarele sate:
La Nord: Ciprian Porumbescu (Comuna cu același nume)
La Nord est: Vornicenii Mari (Comuna Moara)
La Vest: Corlata (comuna Berchișești)
La Sud: Măzănăești și Lucăcești (Sate din comună)

## Monumente Istorice
Biserica de lemn din Drăgoiești

## Istoric
Denumirea satului Drăgoiești provine de la numele lui Drăgoi cel Bătrân, deși unele surse afirmă că s-ar trage de la numele lui Drăgoi Viteazul, amintit într-un document din 6 mai 1389 din timpul domniei lui Petru al II-lea Mușat (1375-1391) ca „Draguy Marscalus”, vornic de Tulova, dar care își avea curțile la Drăgoiești.
Din cauza faptului că uricele lui Drăgoi Viteazul pentru satele Drăgoiești, Lucăcești, Botești și Căcăceani se pierduseră, domnitorul Ștefan cel Mare (1457-1504) a emis la 3 decembrie 1462 un uric prin care întărea aceste moșii lui Lațco, ginerele lui Romașco și nepotul lui Drăgoi Viteazul. Acel act este considerat a fi prima atestare documentară a satului Drăgoiești. Moșia a trecut apoi la sora lui Lațco, Vasutca, jupâneasa lui Stanciul aurarul, fiind întărită printr-un uric la 24 septembrie 1498.
Cele patru sate menționate mai sus (Drăgoiești, Lucăcești, Botești și Căcăceani) au fost dăruite la 5 aprilie 1558 Mănăstirii Voroneț de către monahul Teodosie și sora lui, Odochița, copiii lui Drăgoi, feciorul Vasutcăi și al lui Stanciu aurarul.
În a doua jumătate a secolului al XVIII-lea s-au stabilit la Drăgoiești mai multe familii de emigranți ardeleni (10 familii s-au stabilit în perioada 1756-1773, apoi alte 10 familii în 1778). În anul 1774, satul Drăgoiești avea 47 de familii de țărani.

### Recensământul din 1930
<div class="transborder" style="position:absolute;width:100px;line-height:0;
Componența etnică a comunei Drăgoiești
     Români (96,7%)
     Germani (2%)
     Evrei (1,02%)
     Altă etnie (0,28%)
Componența confesională a comunei Drăgoiești
     Ortodocși (96,55%)
     Romano-catolici (1,11%)
     Mozaici (1,02%)
     Evanghelici\Luterani (1,2%)
     Altă religie (0,12%)
Conform recensământului efectuat în 1930, populația comunei Drăgoiești se ridica la 2429 locuitori. Majoritatea locuitorilor erau români (96,7%), cu o minoritate de germani (2,0%) și una de evrei (1,02%). Alte persoane s-au declarat: maghiari (6 persoane), cehi\slovaci (1 persoană). Din punct de vedere confesional, majoritatea locuitorilor erau ortodocși (96,55%), dar existau și romano-catolici (1,11%), mozaici (1,02%) și evanghelici\luterani (1,2%) . Alte persoane au declarat: greco-catolici (1 persoană).

## Personalități
Costică Brădățan, un filozof contemporan și profesor la Universitatea Tehnică din Texas, s-a născut în Drăgoiești.